# Kodjo Fo-Doh Laba
Kodjo Fo-Doh Laba (Lomé, 27 januari 1992) is een Togolees voetballer uit die als aanvaller speelt. Laba verruilde RS de Berkane in juli 2019 voor Al Ain FC uit de Verenigde Arabische Emiraten. Laba debuteerde in 2016 in het Togolees voetbalelftal.

## Clubcarrière
Laba brak in Marokko door bij Renaissance Sportive de Berkane. In het seizoen 2017/18 won hij met deze club de Beker van Marokko door in de finale Wydad de Fès te verslaan na strafschoppen. Laba speelde echter niet, hij zat geblesseerd aan de kant.
Op 1 juli 2019 maakte Laba een transfervrije overstap naar de Verenigde Arabische Emiraten, hij tekende bij Al Ain FC en contract voor 5 jaar. In september van dat jaar maakte hij onder toenmalig coach Ivan Leko zijn debuut in de Liga van de Verenigde Arabische Emiraten in een match tegen Al-Ittihad Kalba SC, de match werd met 3–2 gewonnen, Laba scoorde een keer.

## Interlandcarrière
Laba debuteerde op 25 maart 2016 in het Togolees voetbalelftal in een kwalificatiewedstrijd voor het Afrikaans kampioenschap voetbal 2017 tegen Tunesië. Hij maakte zijn eerste doelpunt in dezelfde kwalificatiereeks op 5 juni 2016 tegen Liberia.

## Statistieken
| Seizoen | Club          | Competitie | Competitie | Competitie | Beker | Beker | Overig | Overig | Totaal | Totaal |
| Seizoen | Club          | Competitie | Wed.       | Dlp.       | Wed.  | Dlp.  | Wed.   | Dlp.   | Wed.   | Dlp.   |
| ------- | ------------- | ---------- | ---------- | ---------- | ----- | ----- | ------ | ------ | ------ | ------ |
| 2016/17 | RS de Berkane | Botola Pro | 16         | 4          | 1     | 0     | 0      | 0      | 17     | 4      |
| 2017/18 | RS de Berkane | Botola Pro | 19         | 6          | 1     | 1     | 14     | 4      | 34     | 11     |
| 2018/19 | RS de Berkane | Botola Pro | 22         | 19         | 0     | 0     | 14     | 8      | 36     | 27     |
| 2019/20 | Al Ain FC     | Pro League | 18         | 19         | 5     | 3     | 7      | 2      | 30     | 24     |
| 2020/21 | Al Ain FC     | Pro League | 23         | 13         | 0     | 0     | 1      | 0      | 24     | 13     |
| 2021/22 | Al Ain FC     | Pro League | 22         | 26         | 6     | 4     | 0      | 0      | 28     | 30     |
| 2022/23 | Al Ain FC     | Pro League | 26         | 28         | 9     | 3     | 0      | 0      | 35     | 31     |
| 2023/24 | Al Ain FC     | Pro League | 19         | 12         | 6     | 0     | 7      | 8      | 32     | 20     |
| 2024/25 | Al Ain FC     | Pro League | 21         | 20         | 5     | 2     | 9      | 1      | 35     | 23     |
| Totaal  | Totaal        | Totaal     | 186        | 147        | 33    | 13    | 52     | 23     | 271    | 183    |

Bijgewerkt tot 4 juli 2025.

## Erelijst
| Competitie                      |                                 |                                 |                                 |                                 |
| Competitie                      | Aantal                          | Jaren                           |                                 |                                 |
| Renaissance Sportive de Berkane | Renaissance Sportive de Berkane | Renaissance Sportive de Berkane | Renaissance Sportive de Berkane | Renaissance Sportive de Berkane |
| ------------------------------- | ------------------------------- | ------------------------------- | ------------------------------- | ------------------------------- |
| Beker van Marokko               | 1x                              | 2017/18                         |                                 |                                 |
| Al Ain FC                       |                                 |                                 |                                 |                                 |
| Kampioen VAE                    | 1x                              | 2021/22                         |                                 |                                 |
| Bekerwinnaar VAE                | 1x                              | 2021/22                         |                                 |                                 |
| Winnaar AFC Champions League    | 1x                              | 2023/24                         |                                 |                                 |

### Individueel
- Competitietopscorer Botola Maroc: 2018/19
- Competitietopscorer VAE Liga: 2021/22, 2022/23